# Storgöl (Västrums socken, Småland)
Storgöl är en sjö i Västerviks kommun i Småland och ingår i Botorpsströmmen-Marströmmens kustområde. Sjön har en area på 0,141 kvadratkilometer och ligger 18,4 meter över havet.

## Delavrinningsområde
Storgöl ingår i det delavrinningsområde (639111-154776) som SMHI kallar för Rinner mot Västrumsfjärden. Medelhöjden är 22 meter över havet och ytan är 1,29 kvadratkilometer. Det finns inga avrinningsområden uppströms utan avrinningsområdet är högsta punkten. Avrinningsområdets utflöde mynnar i havet, utan att ha någon enskild mynningsplats. Avrinningsområdet består mestadels av skog (87 %). Avrinningsområdet har 0,14 kvadratkilometer vattenytor vilket ger det en sjöprocent på 11,1 %.